# 송인배
송인배(宋仁培, 1968년 12월 3일 ~ )은 대한민국의 정치인이다.

## 학력
- 1981년 내성초등학교 졸업
- 1984년 부산내성중학교 졸업
- 1987년 사직고등학교 졸업
- 1988년 ~ 1996년 부산대학교 독어독문학 학사

## 경력
- 1991 부산대학교 총학생회장
- 1991 부산울산지역 총학생회협의회 (부울총협) 의장
- 1998.08 노무현 국회의원 비서관
- 2000.08 노무현 해양수산부 장관 비서관
- 2003.12 대통령직속 국가균형발전위원회 자문위원
- 2004.10 ~ 2006.04 대통령비서실 시민사회수석실 행정관
- 2006.04 ~ 2007.05 대통령비서실 혁신추진팀 행정관
- 2007.05 ~ 2008.02 대통령비서실 시민사회수석실 사회조정2비서관
- IB Communication 대표
- (주)글로스텍 사외이사
- 2011.01 ~ 2016.03 민주통합당→민주당→새정치민주연합→더불어민주당 경남도당 양산시 지역위원회 위원장
- 2016.03 ~ 2016.05 더불어민주당 경남도당 양산시 갑 지역위원회 위원장
- 2017.05 ~ 2018.06 대통령비서실 제1부속비서관실 제1부속비서관
- 2018.06 ~ 2019.01 대통령비서실 정무비서관

## 논란
드루킹 댓글 조작 사건의 주범인 드루킹이 19대 대선 전인 2016년 6월부터 2017년 2월까지 훗날 청와대 제1부속비서관이 된 송인배를 4차례 만났던 것이 확인돼 논란이 되었다. 송인배는 그 중 2차례 간담회 사례비 명목으로 돈을 받았으며, 댓글 조작에 연루 의혹이 불거진 민주당 김경수 의원에게 드루킹을 소개한 것으로 밝혀졌다.

## 역대 선거 결과
|  | 34.58% |

|  | 6.97% |

|  | 34.05% |

|  | 47.69% |

|  | 41.62% |